# 五色浮影綻放於花之海洋
《五色浮影綻放於花之海洋》是由Applique在2015年3月27日發售的成人遊戲。HIKARI FIELD於2022年4月22日發售中文版。

## 故事
描述擁有能看到別人在物品和空間裡留下的「色彩」能力的男主角新堂道隆接受表親邀請搬進名為「櫻花莊」宿舍後的故事。

## 登場人物
新堂道隆
男主角。久住學園2年級學生。童年時期出過事故，失明了一段時間，後來重獲光明。擁有能看到別人在物品和空間裡留下的「色彩」能力，但不包括自己及自稱「幽靈」的少女櫻花。
櫻花（聲：有栖川みや美）
定居在櫻花莊、自稱「幽靈」的少女。
藤宮汐音（聲：秋野花）
新堂道隆表妹。房東次女。
（聲：二戒堂文乃）
新堂道隆的青梅竹馬。家中經營不動產公司。
藥師涼子（聲：相葉美鳥）
久住學園1年級學生。田徑社的社員。升學前受過道隆、汐音和麗奈的幫助。在附近的家庭餐館打工。
鵲雫（聲：くすはらゆい）
久住學園3年級生，學園的學生會長。

## 主題曲
片頭曲
歌：Ayumi.
片尾曲「avenir」
歌：葉月
插入曲
歌：tohko

## 評價
《五色浮影綻放於花之海洋》在日本美少女游戏与动画相关商品销售网站Getchu.com的2015年3月销量榜上排名第4名；4月排名第28名；全年排名第28名。

## 外部連結
- 中文版網站 （页面存档备份，存于）（简体中文）